# From: Disco To: Disco
From town across town

Everybody is trying to get down

To the love»
(From: Disco To: Disco, 1996)
From: Disco To: Disco è una canzone house prodotta ed eseguita dai Whirlpool Productions, progetto di musica house tedesco in attività dal 1991, che con questo brano ha raggiunto l'apice del proprio successo. Nel 2006 è stata prodotta una nuova versione del brano, sempre realizzato dai Whirlpool Productions.

## Il successo
"From: Disco To: Disco" è stato pubblicato nel dicembre del 1996, ed ha ottenuto quasi immediatamente un incredibile successo. Il singolo infatti dopo essere diventato popolarissimo nelle discoteche e nei club di tutta Europa entra in classifica in Italia l'8 febbraio 1997, e il 22 marzo arriva alla posizione numero uno, dove rimarrà per nove settimane.
Nonostante non si tratti di risultati particolarmente eclatanti, si tratta comunque di un piazzamento clamoroso per un singolo house. Infatti, nonostante la musica da discoteca negli anni novanta fosse estremamente popolare, risultati commerciali degni di nota si erano ottenuti solo con il genere dance, o da contaminazioni con la musica pop, mentre la musica house era destinata ai circuiti delle discoteche, e spesso sconosciuta al grande pubblico. "From: Disco To: Disco" invece è il primo disco di musica "puramente" house ad arrivare al primo posto dei singoli più venduti.

## Curiosità
Secondo le dichiarazioni fatte anni dopo in un'intervista, il giorno in cui il brano è stato registrato in studio gli autori e gli addetti ai lavori dello studio di registrazione erano un po' ubriachi (ecco il perché delle voci di fondo e una metrica musicale imprecisa). Una volta finito di registrare riascoltarono il master dove era inciso il brano; piacque a tutti così, con le imperfezioni e le grida di fondo. Decisero di comune accordo con l'editore di pubblicarlo lo stesso.

## Tracce

### Versione 1996
| 12" Ladomat 2000 A1 From: Disco To: Disco (DJ Pierre's Wild Pitch Mix) (9:22) A2 From: Disco To: Disco (Album Version) (5:58) B From: Disco To: Disco (Extended Disco Mix) (11:44) 12" Zac Records A1 From: Disco To: Disco (Original Album Version) (5:56) A2 From: Disco To: Disco (DJ Pierre's Wild Pitch Mix) (9:07) B From: Disco To: Disco (The Whirlpool Disco Opera) (11:44) CD Maxi ElektroMotor 1. From: Disco To: Disco (Single Mix) (3:20) 2. From: Disco To: Disco (Original Album Version) (5:56) 3. From: Disco To: Disco (Just Us Disco Mix) (7:33) 4. From: Disco To: Disco (The Whirlpool Disco Opera) (11:44) 5. From: Disco To: Disco (Arj Snoek) (5:18) 12" Promo ElektroMusic A From: Disco To: Disco (The Whirlpool Disco Opera) (11:44) B1 From: Disco To: Disco (The Scratch Wicket Mix) (5:15) B2 From: Disco To: Disco (Erick's From E To D Remix) (7:07) 12" Motor Music A1 From Disco To Disco (Single Mix) (3:20) A2 From Disco To Disco (Just Us Disco Mix) (7:33) B From Disco To Disco (The Whirlpool Disco Opera) (11:44) | 12" More Vynil A From: Disco To: Disco (Original Album Version) (5:56) B From: Disco To: Disco (DJ Pierre's Wild Pitch Mix) (9:07) 12" Le Club A1 From: Disco To: Disco (Original Version) (5:56) A2 From: Disco To: Disco (Single Mix) (3:34) B1 Just Us Disco Mix (7:33) B2 From: Disco To: Disco (LP Instrumental) (6:15) CD Maxi Sum Records 1. From: Disco To: Disco (Single Mix) (3:33) 2. From: Disco To: Disco (T-Empo Daz White Remix) (8:54) 3. From: Disco To: Disco (Les Rythmes Digitales Remix) (6:32) 4. From: Disco To: Disco (Just Us Disco Mix) (7:33) 5. From: Disco To: Disco (Arj Snoek Mix) (5:20) 6. From: Disco To: Disco (Original Album Version) (5:56) 12" Sum Records A From: Disco To: Disco (T-Empo 'Daz White' Remix) (8:54) B1 From: Disco To: Disco (Original Album Version) (6:32) B2 From: Disco To: Disco (Les Rythmes Digitales Remix) (5:56) 12" Jinxx Records A From: Disco To: Disco (Les Rythmes Digitales Remix) B1 From: Disco To: Disco (From: M1 To: Disco) B2 From: Disco To: Disco (From: Dub To: Disco) |

### Versione 2006
| 12" Swings Records A1 From: Disco To: Disco (Jean Claude Ades Remix) A2 From: Disco To: Disco (Mike Monday Club Mix) B1 From: Disco To: Disco (Jake Bullit Remix) B2 From: Disco To: Disco (Les Rythmes Digitales Remix) 12" Net's Work International A1 From: Disco To: Disco (Mike Monday's Disco Odyssey) (9:00) A2 From: Disco To: Disco (Mike Monday Club Mix) (6:12) B1 From: Disco To: Disco (Trick & Kubic Remix) (7:37) B2 From: Disco To: Disco (Martin Eyerer Remix) (6:56) | 12" Part 1 Great Stuff Recordings A1 From: Disco To: Disco (Mike Monday Dub) (7:15) A2 From: Disco To: Disco (DMS Remix) (6:29) B1 From: Disco To: Disco (Martin Eyerer Remix) (6:55) B2 From: Disco To: Disco (Dirk Leyers Love Mix) (5:50) 12" Part 2 Great Stuff Recordings A From: Disco To: Disco (Mike Monday's Disco Odyssey) B1 From: Disco To: Disco (Trick & Kubic Remix) B2 From: Disco To: Disco (Wighnomy Brothers Remix) |

## Classifica italiana
| Posizione | 21 | 16 | 14 | 10 | 6 | 5 | 5 | 1 | 1 | 1 | 3 | 4 | 7 | 13 | 13 | 13 | 19 |

## Classifiche internazionali
| Chart (1997) | Peak position |
| ------------ | ------------- |
| Italia       | 1             |
| Belgio       | 13            |
| Paesi Bassi  | 54            |